# Heinrich Johann Friedrich Ostermann

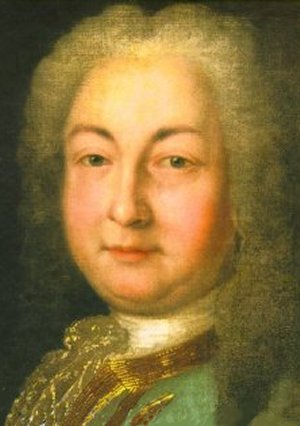
Heinrich Graf Ostermann (1687–1747)

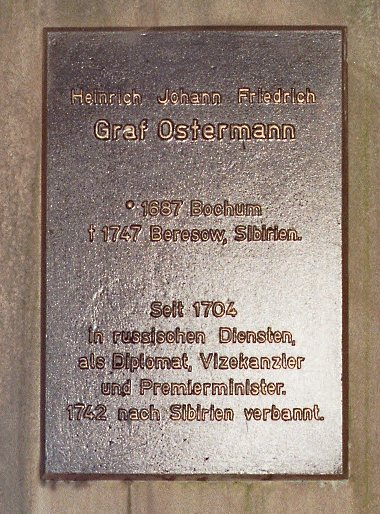
Gedenktafel an der Ostermannstraße in Bochum

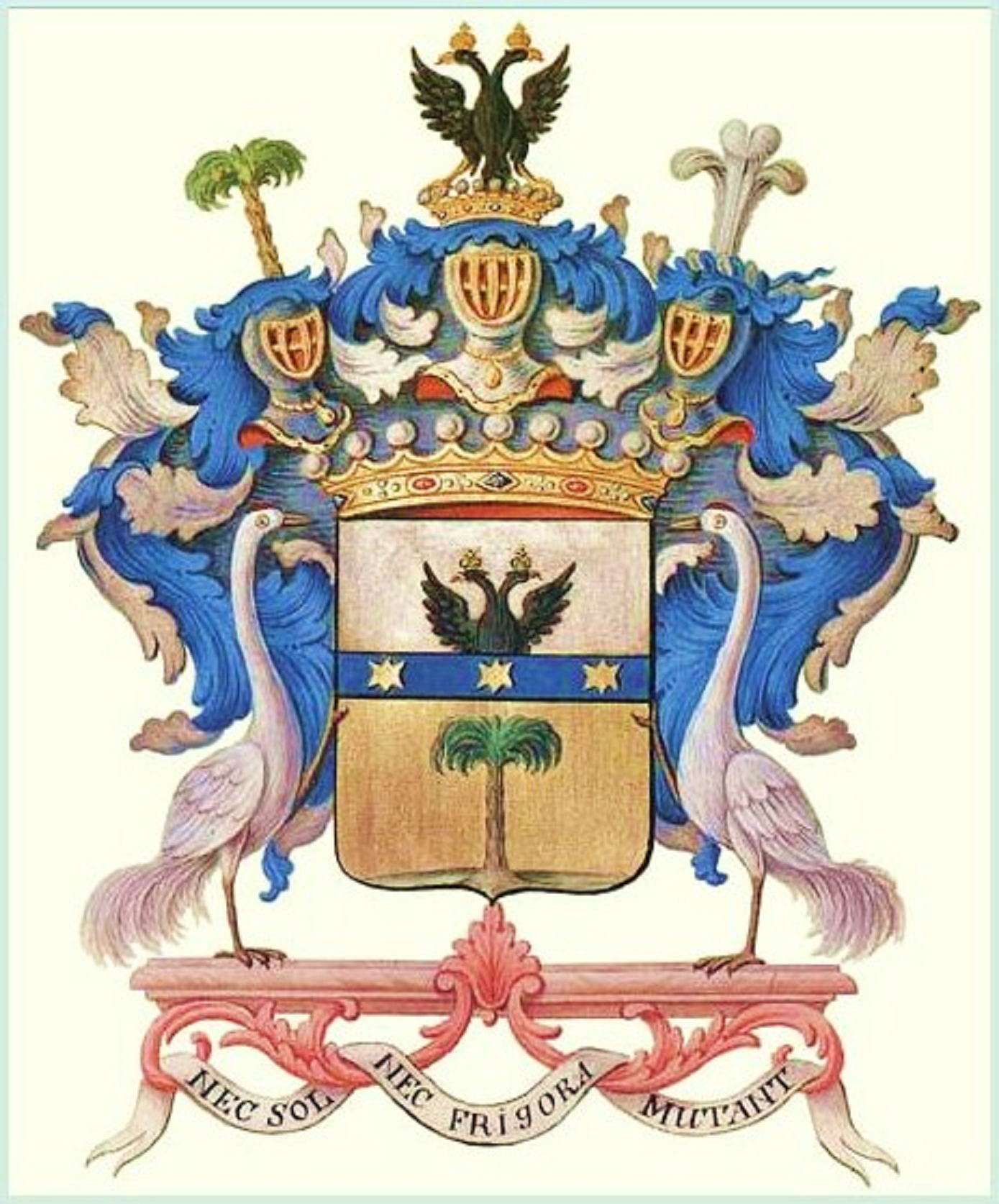
Wappen der Grafen Ostermann (seit 1730)

Heinrich Johann Friedrich Ostermann, ab 1721 Baron Ostermann, ab 1730 Graf Ostermann (russisch Андрей Иванович Остерман/ Andrei Iwanowitsch Ostermann, wiss. Transliteration Andrej Ivanovič Osterman; * 9. Juli 1687 in Bochum; † 20. Maijul. / 31. Mai 1747greg. in Berjosowo, Sibirien) war ein russischer Diplomat und Staatsmann deutscher Herkunft.

## Leben

### Herkunft und Ausbildung
Heinrich Ostermann wurde als Sohn des Pastors Johann Conrad Ostermann in Bochum geboren. Die Ostermanns waren eine angesehene Familie, die Bürgermeister, Advokaten, Richter und Pfarrer hervorgebracht hat; als ihr Wohnhaus gilt das heutige Brauhaus Rietkötter. Er ging in den Gymnasien von Dortmund und Soest zur Schule.
Nachdem Ostermann als Student der Rechtswissenschaften in Jena wegen eines Duells, in welchem er in stark angetrunkenem Zustand einen adligen Gegner getötet hatte, nach Holland hatte fliehen müssen, trat er 1704 in russischen Seedienst.

### Russischer Staatsdienst
Dort gewann er bald das Vertrauen Peters I. und spielte danach eine herausragende Rolle im russischen Staatsdienst. Nach der Heirat mit Marfa Iwanowna Streschnewa (1698–1781), einer Dame des russischen Hochadels, passte er sich weitgehend dem Lebensstil des Landes an, nahm einen russischen Namen an, blieb aber Protestant.
Dank seiner Sprachkenntnisse wurde er zur rechten Hand des Vizekanzlers Peter Pawlowitsch Schafirow, dem er bei der erfolgreichen Ausarbeitung des Friedens vom Pruth vom 23. Juli 1711 zur Seite stand. Ostermann leitete auch die Verhandlungen im Ålandkongress und die Friedensunterhandlungen zu Nystad am 10. September 1721, worauf er zum Baron und Geheimrat und 1725 zum Reichsvizekanzler ernannt wurde.
Unter Ostermann erreichte Russland eine Bedeutung in der gesamt- und auch westeuropäischen Politik, die es bis dahin nie gehabt hatte. Während seiner politischen Tätigkeit strebte Ostermann meist ein russisch-österreichisches Bündnis an und bemühte sich vor allem, Polen am Aufstieg zu hindern und Russland einen Zugang zum Schwarzen Meer zu eröffnen. Die Neutralisierung Polens erreichte er 1734 mit der von ihm geförderten Thronbesteigung des schwachen Herrschers August III.; den Schwarzmeerzugang erreichte er im Russisch-Österreichischen Türkenkrieg. Nach Letzterem entwickelten sich aber zunehmende Spannungen zwischen Russland und Österreich auf dem Balkan.
Kaiserin Katharina I. bestimmte Ostermann auf dem Sterbebett 1727 zum Oberhofmeister und zum Mitglied des Regentschaftsrats während der Minderjährigkeit ihres Nachfolgers Peter II. Im Jahre 1727 wurde er zum Generalpostdirektor bestimmt. 1730 wurde Ostermann in den erblichen Grafenstand erhoben und 1734 von der Kaiserin Anna I. mit dem Ministerium der auswärtigen Angelegenheiten betraut. Ebenfalls 1730 wurde ihm von König Friedrich Wilhelm I. von Preußen der Schwarze Adlerorden verliehen. Als 1740 Iwan VI. zum Nachfolger Annas ernannt wurde, behauptete Ostermann seine einflussreiche Stellung als Großadmiral.
Doch dann, im folgenden Jahr, führte die Thronbesteigung von Kaiserin Elisabeth seinen Sturz herbei. Unter anderem aufgrund seiner österreichfreundlichen Politik ließ ihn Elisabeth 1741 verhaften.
Unter der Anschuldigung, Elisabeths Ausschließung von der Thronfolge bei Anna I. bewirkt und das Testament Katharinas I. unterschlagen zu haben, wurde Ostermann zur Hinrichtung durch das Rad verurteilt. Am 27. Januar 1742 wurde das Urteil unmittelbar vor der Hinrichtung in lebenslange Verbannung nach Sibirien umgewandelt, wo Ostermann fünf Jahre später 1747 starb.

## Familie
Einer seiner Söhne war Iwan Ostermann, nachmals, bis 1797, ebenfalls russischer Reichskanzler.

## Ehrung

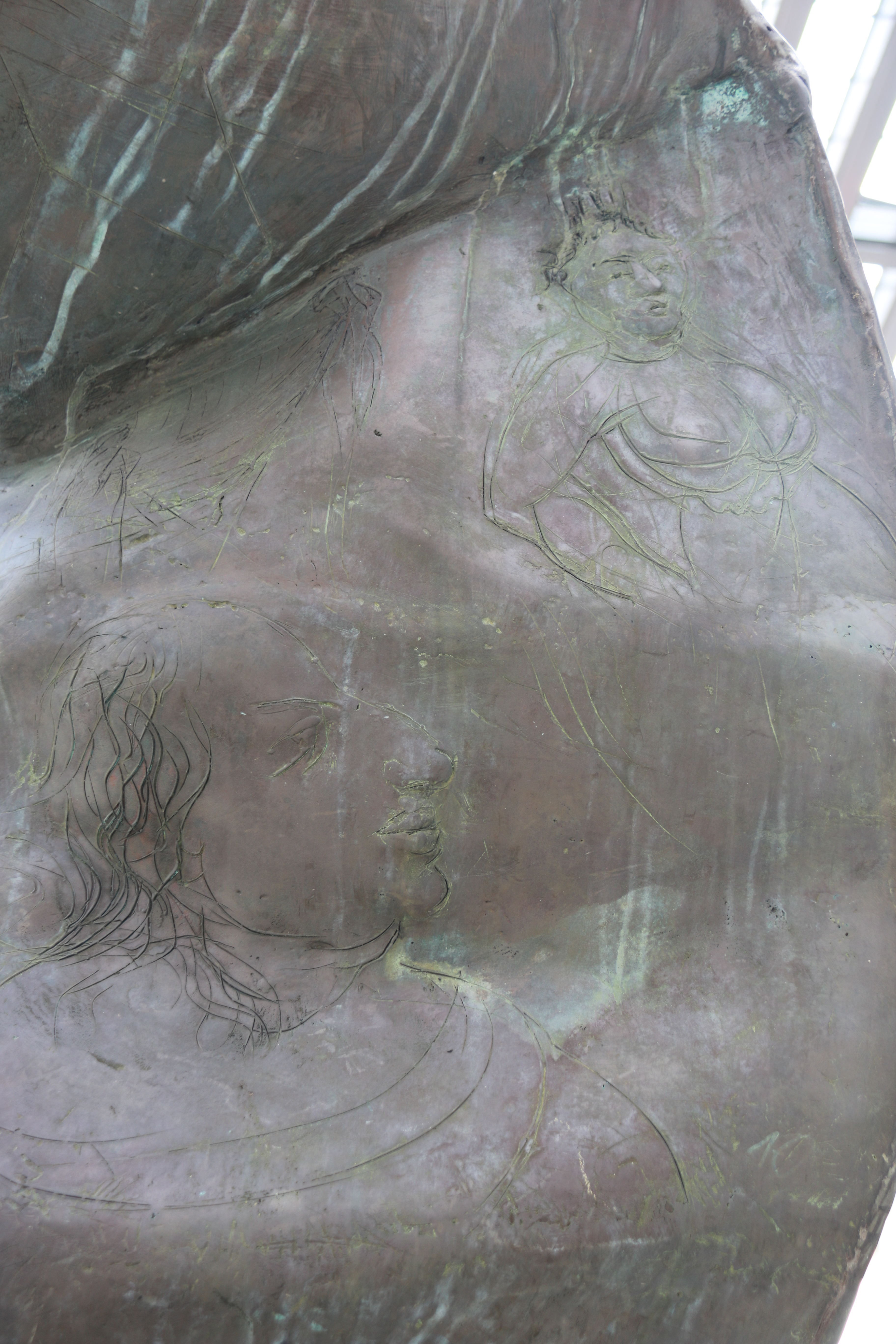
Graf Ostermann und die Zarin

In seiner Geburtsstadt Bochum erinnert in der Ostermannstraße in Wiemelhausen eine Gedenktafel an den Vizekanzler. In den 1930er wurde eine Büste geschaffen, welche bis in die 2000er im Vorraum des Ratssaals stand, nun im Stadtarchiv. Auf der Skulptur Entfaltung der Stadt ist er zusammen mit der Zarin Katharina abgebildet.